# Phạm Văn Nhân
Phạm Văn Nhân (1745 – 1815) là một võ quan đại thần vào cuối thời chúa Nguyễn cai trị Đàng Trong và đầu triều Nguyễn. Ông đã theo chúa Nguyễn Ánh (vua Gia Long sau này) chống lại nhà Tây Sơn, và là một trong số các vị công thần được phối thờ ở Thế miếu.

## Cuộc đời
Tổ tiên của Phạm Văn Nhân là người Quý huyện Tống Sơn (Thanh Hóa), đã theo chúa Tiên Nguyễn Hoàng vào Nam rồi nhập tịch ở phủ Thừa Thiên. Dưới thời chúa Vũ Nguyễn Phúc Khoát, Phạm Văn Nhân ra đầu quân, lệ thuộc trung hầu, sau thăng Cai đội thuộc nội.

### Vào Nam
Mùa đông năm Giáp Ngọ (1774), quân chúa Trịnh ở Đàng Ngoài tiến vào phương nam tấn công chúa Nguyễn ở Đàng Trong, Phạm Văn Nhân bị súng bắn nên thương tật ở chân. Mùa xuân năm Ất Mùi (1775), chúa Định Nguyễn Phúc Thuần chạy vào Nam lánh nạn, Nhân vì chân đau, không đi theo được.
Năm Mậu Tuất (1778), Nguyễn Ánh đã nhiếp chính, Nhân mới lẻn vào Gia Định. Năm Tân Sửu (1781), Nhân được làm Phó vệ úy vệ Đẳng Giao.
Năm Quý Mão (1783), quân Tây Sơn vào đánh Hà Tiên, Nhân theo vua đi ra đảo Phú Quốc, lại theo đi ra ngoài biển đi thuyền vào Long Xuyên. Nghe tin giặc ở đảo Vu, chúa Nguyễn Ánh muốn đi dò xem hư thực, Nhân tâu rằng: "Việc gì vua phải đi cho khó nhọc, thần xin đi", rồi cùng Ngô Công Quý đi thuyền triệu tứ để xem xét giặc.
Tháng 7 (âm lịch) năm đó, chúa nghe tin Bá Đa Lộc đang ở Chan Bôn (Chantabun), sai người đến mời, nhã ý muốn nhờ quân Phú Lãng Sa đến viện trợ. Bá Đa Lộc chấp thuận, dẫn công tử Nguyễn Phúc Cảnh mới 4 tuổi theo làm tin, sai Phó vệ úy Phạm Văn Nhân và Cai cơ Nguyễn Văn Khiêm cùng đi. Chúa Nguyễn Ánh và Vương phi Tống Phúc Thị Lan cầm nước mắt đưa con. Cuối năm sau (1784), Nhân và Liêm cùng Bá Đa Lộc đem công tử Cảnh chính thức lên tàu sang Tây.
Mùa đông năm Ất Tỵ (1785), vừa đến Tiểu Tây (tức Ấn Độ) gặp lúc nước Pháp có biến, nên phái đoàn bị giữ lại đấy. Tháng 6 (âm lịch) năm Bính Ngọ (1786), Phạm Văn Nhân và Nguyễn Văn Liêm cho Hồ Văn Nghị phụng biểu về hành tại ở Vọng Các báo tin, rồi cả ba cùng ở lại hầu Nguyễn Ánh.
Tháng 7 (âm lịch) năm Đinh Mùi (1787), chúa Nguyễn Ánh từ nước Xiêm hồi loan, Nhân về trước hòn Tre chuẩn bị thuyền để đợi, rồi cùng Võ Di Nguy ở lại đảo Phú Quốc hộ vệ quốc mẫu Nguyễn Thị Hoàn và cung quyến.
Tháng 3 (âm lịch) năm Mậu Thân (1788), Phạm Văn Nhân được làm Khâm sai thuộc nội sai đội thay Ngô Công Quý để giữ đạo Long Xuyên, rồi tháng 10 (âm lịch) bổ làm Khâm sai thuộc nội cai cơ cai quản thuyền Tả vệ. Tháng 3 (âm lịch) năm Kỷ Dậu (1789), Nhân được cai quản các đội Ban trực tả. Tháng 4 (âm lịch) năm Canh Tuất (1790), Cai cơ quản Ban trực tả là Nhân cùng cai đội quản Ban trực tiền là Tôn Thất Huyên đem quân vào giữ Bà Rịa.
Năm Nhâm Tý (1792), Nhân theo đi đánh giặc ở Thị Nại, vừa lúc giặc không phòng bị, Nhân đánh phá được. Đô đốc của Tây Sơn là Thành (không rõ họ) bỏ thuyền tan chạy.
Tháng 2 (âm lịch) năm Quý Sửu (1793), Phạm Văn Nhân được thăng làm Phó tướng Tả quân kiêm tri Tàu vụ. Tháng 4 (âm lịch) năm đó, vua thân đi đánh Quy Nhơn, để Đông cung Thế tử Nguyễn Phúc Cảnh ở lại trấn Gia Định, Nhân cùng với Tống Phúc Đạm ở lại giúp Đông cung. Tháng 11 (âm lịch) cùng năm, Đông cung Cảnh được sai đi trấn thành Diên Khánh, vua dụ Nhân và Đạm giúp đỡ Đông cung, định nghiêm tướng lệnh, ai không tuân mệnh thì chém.
Tháng 10 (âm lịch) năm Ất Mão (1795), Phó tướng Tả quân Phạm Văn Nhân được làm phụ đạo cho Đông cung Cảnh. Ánh dụ rằng: "Đông cung là ngôi trừ nhị, tuổi còn non trẻ, tuy công phu học vấn vốn nhờ giảng viện, nhưng nhiệm vụ giúp bảo [phụ đạo] là ở đại thần. Tướng sĩ giáp binh dinh Tả quân cho khanh vẫn quản lãnh như trước, còn việc trong môn đình của Đông cung, như quan lại, liêu thuộc, thị vệ, tôi tớ, hết thảy mọi việc đều ủy cho khanh. Cốt sao giúp đỡ Thái tử, hun đúc đức tốt, chẳng những trong khi nói năng nghĩ ngợi sao cho ít lỗi, lại mong mọi việc quốc gia thảy đều biết cả, đừng để cho chỉ Y Doãn nhà Thương và Thiệu công nhà Chu được tiếng tốt riêng về trước".
Tháng 9 (âm lịch) năm Bính Thìn (1796), Phạm Văn Nhân được kiêm chuyên quản năm vệ Thần võ, Thần uy, Thần dũng, Thần toán, Thần lược, đều cho theo Đông cung Cảnh điều bát. Năm Đinh Tỵ (1797), Nhân theo Đông cung đi hộ giá, tiến đánh Quảng Nam, đánh nhau với giặc ở Hội An, La Qua, đều được thắng trận, rồi rút quân về.
Tháng 2 (âm lịch) năm Mậu Ngọ (1798), sửa lại thành Mỹ Tho ở dinh Trấn Định, phó tướng Phạm Văn Nhân được sai trông nom công việc. Tháng 6 (âm lịch) năm đó, Nhân được bổ làm Chưởng cơ giám quân quân Thần sách, quản tướng sĩ năm đồn, kiêm tri Tượng chính Mã chính. Năm Kỷ Mùi (1799), Nhân theo vua đi đánh Quy Nhơn, đem thuộc hạ chia đóng các xứ từ Sa Lung đến Thạch Tân, để ngăn ngoại viện của Tây Sơn.
Tháng 3 (âm lịch) năm Canh Thân (1800), đổi 5 đồn quân Thần sách thành 5 doanh, đổi bổ Nhân làm Giám quân quân Thần sách. Mùa hạ năm đó, Nhân theo chúa đi cứu viện Bình Định, cùng Nguyễn Đức Xuyên tiến quân đến La Thai để đánh phía sau lưng giặc. Sau chúa triệu đến hành tại, cùng Nguyễn Huỳnh Đức chia coi chiến thuyền đóng giữ cửa biển Cù Mông.
Tháng 3 (âm lịch) Tân Dậu (1801), Nguyễn Văn Trương lấy lại được Quảng Nam, Giam quân Thần sách Văn Nhân quản 3 chiếc hiệu thuyền đến cửa biển Đà Nẵng, và kiêm quản tướng sĩ các thuyền Long phi, Phượng phi, để làm tiếp ứng. Khi đại binh tiến đánh Phú Xuân, Nhân cùng Trương đem binh thuyền đến trước cửa Thuận An; cựu binh đã thu phục, nên ở lại đóng giữ.

### Thời Gia Long
Năm Nhâm Tuất (1802), vua ngự giá đi Đông Hải đánh giặc, Nhân cùng Đặng Trần Thường đem bộ binh chia đường chống đánh, giặc liền tan chạy. Nhân đem quân thuộc hạ và lĩnh các vệ Hậu quân đến Bình Định họp bàn chống giặc. Đánh xong, Nhân cùng Lê Văn Duyệt, Lê Chất, Nguyễn Huỳnh Đức về Gia Định, vào yết kiến vua, được ban cho áo mũ.
Tháng 5 (âm lịch) năm đó, Nguyễn Ánh chính thức tế cáo đất trời, đặt niên hiệu là Gia Long. Cả ba ông Nguyễn Huỳnh Đức, Nguyễn Văn Nhơn và Phạm Văn Nhân được phong tước Quận công. Phạm Văn Nhân được thăng chức Khâm sai Chưởng Hữu quân, kiêm giám Thần sách quân.
Năm thứ 2 (1803), cử hành đại lễ tấn phong Vương hậu cho Nguyên phi Tống Phúc Thị Lan, Nhân cùng Lễ bộ Đặng Đức Siêu đều được sung làm sứ bưng sách và ấn. Năm thứ 3 (1804), đại lễ bang giao, Nhân được sung làm sứ nhận ấn, theo hầu vua về kinh. Vua khi rảnh rỗi thường say mê âm nhạc, Phạm Văn Nhân, Nguyễn Văn Nhơn và Nguyễn Đức Xuyên đều dâng sớ khuyên ngăn. Vua khen là nói phải, dụ rằng: "Trẫm không vì đó mà trễ triều chính. Bọn khanh sao lo xa thế?".
Năm thứ 5 (1806), Nhân được giao trông coi làm đàn Nam Giao và đàn Xã Tắc. Mùa hạ, tấn phong Tống Vương hậu làm Hoàng hậu, Nhân cùng bộ Hộ Nguyễn Kỳ Kế sung cầm cờ tiết, bưng sách ấn dâng cho Tống Hoàng hậu.
Năm thứ 13 (1814), hoàng hậu Tống Phúc Thị Lan qua đời, vua thương tiếc lắm. Chưởng Hữu quân Phạm Văn Nhân được sung Chánh sứ, Thượng thư Lễ bộ Phạm Đăng Hưng làm Phó sứ, đến Tôn miếu dâng sách đặt tên thụy cho Hoàng hậu.

#### Qua đời
Tháng 9 (âm lịch) năm thứ 14 (1815), quận công Phạm Văn Nhân mất, thọ 71 tuổi. Vua rất thương tiếc, sai Nguyễn Văn Thành trông coi việc tang.
Vua hỏi bộ Lễ rằng: "Đối với những đại thần huân cựu cùng nước, cùng vui khi nghe tin buồn thì nghỉ chầu, lễ đời xưa thế nào?". Bộ thần tâu rằng: "Việc cũ thuộc về đời Đường đời Tống thì nghỉ chầu 7 ngày, 5 ngày, 3 ngày, 1 ngày không giống nhau. Duy năm Hồng Vũ thứ 23 thì bàn định nghỉ chầu trước sau gồm 4 ngày, xin dùng chế độ ấy". Vua cho là phải, xuống dụ nghỉ chầu 3 ngày, cho 1000 quan tiền lo việc tang, sai quan đến tế. Ngày an táng, nghỉ chầu thêm 1 ngày, vua sai các hoàng tử hoàng tôn đến đưa đám. Lệ công thần chết cho nghỉ chầu bắt đầu từ đó.
Phạm Văn Nhân được truy tặng làm Dực vận đồng đức công thần, Đặc tiến Phụ quốc Thượng tướng quân, Thượng trụ quốc Thái phó Quận công, thụy là Trung Hiến.
Tháng 12 (âm lịch) năm thứ 16 (1817), Thái bảo Quận công Phạm Văn Nhân được liệt thờ ở miếu Trung hưng công thần.

### Thời Minh Mạng
Năm Minh Mạng thứ 5 (1824), tháng 5 (âm lịch), quận công Phạm Văn Nhân và 11 vị công thần được tòng tự ở Thế miếu. Tháng 11 (âm lịch) năm đó, vua cho con cháu của ông 100 mẫu ruộng để được thu tô thuế mà lo việc tế tự.
Năm thứ 12 (1831), Phạm Văn Nhân được tặng làm Tá vận công thần, Đặc tiến Tráng võ tướng quân, Hữu quân Đô thống phủ Chưởng phủ sự, Thái phó, đổi tên thụy là Hiếu Tĩnh, tước phong Tiên Hưng Quận công.

## Hậu duệ
Tiên Hưng Quận công Phạm Văn Nhân có ba người con là Trí, Tín, Thanh.
- Trí làm quan đến chức Vệ úy, cai quản 2 vệ Hùng, Cự, Khâm sai thuộc nội chưởng cơ[1]. Con của Trí là Hội, được ấm thụ Kỵ đô úy, tập phong tước Tiên Hưng bá[38].
- Tín được gả công chúa Ngọc Quỳnh (con gái thứ hai của vua Gia Long), thụ phong Phò mã Đô úy kiêm Chưởng vệ[39]. Tín từng làm lưu thủ 2 trấn Quảng Nam, Quảng Trị, sau được triệu về kinh, thăng chức Chưởng cơ[1]. Con trưởng của phò mã Tín và công chúa Ngọc Quỳnh là Kiện được ấm thụ Cẩm y vệ Hiệu úy.